# Impact Wrestling Homecoming
Impact Wrestling Homecoming è stato un evento in pay per view di wrestling organizzato da Impact Wrestling. L'evento si è svolto il 6 gennaio 2019 all'Asylum di Nashville (Tennessee).

## Risultati
| # | Incontri                                                       | Stipulazioni                                                   |
| - | -------------------------------------------------------------- | -------------------------------------------------------------- |
| 1 | Rich Swann ha sconfitto Ethan Page, Jake Crist e Trey Miguel   | Ultimate X match per il vacante Impact X Division Championship |
| 2 | Allie e Su Yung hanno sconfitto Jordynne Grace e Kiera Hogan   | Tag Team match                                                 |
| 3 | Eddie Edwards ha sconfitto Moose                               | Falls Count Anywhere match                                     |
| 4 | Eli Drake ha sconfitto Abyss                                   | Monster's Ball match                                           |
| 5 | Sami Callihan ha sconfitto Willie Mack                         | Single match                                                   |
| 6 | LAX (Ortiz e Santana) (c) hanno sconfitto Fénix e Pentagon Jr. | Tag Team match per l'Impact World Tag Team Championship        |
| 7 | Taya Valkyrie ha sconfitto Tessa Blanchard (c)                 | Single match per l'Impact Knockout's Championship              |
| 8 | Johnny Impact (c) ha sconfitto Brian Cage                      | Single match per l'Impact World Championship                   |